# Jessica Hull
Pour les articles homonymes, voir Hull.
Jessica Hull, née le 22 octobre 1996 à Wollongong, est une athlète australienne, spécialiste du 1 500 mètres.

## Biographie
Lors du 1 500 mètres des Jeux olympiques d'été de 2020, à Tokyo, elle bat le record d'Océanie en demi-finale en 3 min 58 s 81 et se hisse en finale, où elle prend la onzième place.
Le 3 juin 2023, elle porte son record à 3 min 57 s 29 au meeting Golden Gala de Florence, tandis que la Kenyane Faith Kipyegon bat le record du monde.
Le 25 mai 2024, Jessica Hull reprend le record à sa compatriote Linden Hall en terminant deuxième du meeting Prefontaine Classic à Eugene, dans le temps de 3 min 55 s 97. 
Le 7 juillet, lors du 1 500 m du meeting de Paris, elle fait à nouveau partie de la course où Kipyegon bat son propre record du monde. En 3 min 50 s 83, Hull termine 2e et établit un nouveau record d'Océanie. Elle se hisse au 5e rang de tous les temps sur cette distance. Elle s'empare également du record du monde du 2 000 mètres le 12 juillet 2024 lors du Meeting Herculis de Monaco, en 5 min 19 s 70.
Elle devient vice-championne olympique du 1 500 m, s'inclinant devant Faith Kipyegon.

## Palmarès
| Date | Compétition                               | Lieu     | Résultat | Épreuve | Performance   |
| ---- | ----------------------------------------- | -------- | -------- | ------- | ------------- |
| 2021 | Jeux olympiques                           | Tokyo    | 11e      | 1 500 m | 4 min 02 s 63 |
| 2022 | Championnats du monde                     | Eugene   | 7e       | 1 500 m | 4 min 01 s 82 |
| 2023 | Championnats du monde                     | Budapest | 7e       | 1 500 m | 3 min 59 s 54 |
| 2023 | Championnats du monde de course sur route | Riga     | 5e       | Mile    | 4 min 32 s 45 |
| 2024 | Championnats du monde en salle            | Glasgow  | 4e       | 3 000 m | 8 min 24 s 39 |
| 2024 | Jeux olympiques                           | Paris    | 2e       | 1 500 m | 3 min 52 s 56 |
| 2025 | Championnats du monde en salle            | Nankin   | 3e       | 3 000 m | 8 min 38 s 28 |

## Records
| Épreuve | Performance        | Lieu    | Date            |
| ------- | ------------------ | ------- | --------------- |
| 1 500 m | 3 min 50 s 83 (AR) | Paris   | 7 juillet 2024  |
| 2 000 m | 5 min 19 s 70 (WR) | Monaco  | 12 juillet 2024 |
| 3 000 m | 8 min 24 s 39      | Glasgow | 2 mars 2024     |
| 5 000 m | 14 min 43 s 80     | Monaco  | 14 août 2020    |